# Alexandra Engelhardt
Alexandra Engelhardt, geborene Alexandra Demmel, (* 29. Dezember 1982 in Schifferstadt) ist eine deutsche Ringerin.

## Werdegang
Alexandra Engelhardt begann 1996 unter ihrem Geburtsnamen Alexandra Demmel erst mit 13 Jahren, also für eine Ringerin verhältnismäßig spät, beim TSV St. Wolfgang in Sankt Wolfgang mit dem Ringen. Später wechselte zum SV Siegfried Hallbergmoos und seit 2006 ist sie Angehörige der KSG Ludwigshafen und trainiert in Schifferstadt. In ihrer Laufbahn wurde bzw. wird sie von Andreas Buchhorn, Behcet Selimoglu, Rainer Kamm, Waldemar Galwas und Jörg Helmdach trainiert. Sie ist Angehörige der Bundeswehr und trainiert in der Sportfördergruppe Bruchsal. 2005 heiratete Alexandra Demmel ihren Sportkameraden Peter Engelhardt aus Nürnberg und wurde Mutter eines Sohnes. In ihrer Freizeit fährt sie gerne Snowboard.
Als ersten größeren Erfolg in ihrer Laufbahn kann sie im Jahre 2000 einen dritten Platz bei der deutschen Meisterschaft in der Gewichtsklasse bis 46 kg Körpergewicht (KG) verzeichnen. 2001 wurde sie erstmals deutsche Meisterin in der Gewichtsklasse bis 50 kg KG. 2002, 2003 und 2004 wurde sie in der Gewichtsklasse bis 51 kg KG deutsche Vizemeisterin, 2002 hinter Jessica Bechtel, KSG Ludwigshafen und 2003 und 2004 hinter Brigitte Wagner vom SV Siegfried Hallbergmoos. 2005 musste sie wegen ihrer Schwangerschaft pausieren und 2006 wurde sie hinter Brigitte Wagner, nachdem sie ihr Gewicht, das sich durch die Schwangerschaft und die trainingsfreie Zeit stark erhöht hatte, um 16 kg reduziert hatte, wieder deutsche Vize-Meisterin in der Gewichtsklasse bis 51 kg KG. Von 2007 bis 2011 wurde sie dann fünfmal in Folge deutsche Meisterin, immer in der Gewichtsklasse bis 51 kg KG.
Ihren ersten Einsatz bei einer internationalen Meisterschaft hatte Alexandra Engelhardt (Demmel) im Jahre 2001. Sie nahm an der Europameisterschaft in Budapest teil und belegte dort mit einem Sieg über Liliana Schterewa, Bulgarien und einer Niederlage gegen Sofia Poumpouridou aus Griechenland einen guten fünften Platz. 2001 bestritt sie auch die Junioren-Weltmeisterschaften (Juniors) in Martigny/Schweiz und kam dort in der Gewichtsklasse bis 50 kg KG nach Niederlagen gegen Iwona Matkowska, Polen und Ngangbam Devi, Indien u. einem Sieg über die Türkin Sebiha auf den siebten Platz.
Im Jahre 2003 gewann sie dann ihre erste Medaille bei einer internationalen Meisterschaft. Sie gewann bei der Europameisterschaft in Riga in der Gewichtsklasse bis 51 kg KG über Innessa Rebar aus der Ukraine und über Victoria Bucheri, Italien, verlor gegen Natalja Karamtschakowa aus Russland und besiegte im Kampf um eine EM-Bronzemedaille Anne Catherine Deluntsch aus Frankreich. Bei der Weltmeisterschaft dieses Jahres in New York besiegte Alexandra Demmel Emese Szabó aus Ungarn, hatte dann aber das Pech auf die vielfache Weltmeisterin Chiharu Ichō aus Japan zu treffen, gegen die sie verlor. Sie schied dadurch aus und belegte den zehnten Platz.
In den Jahren 2004 und 2005 kam Alexandra Dremmel zu keinen internationalen Einsätzen. 2004 kam sie auf nationaler Ebene nicht an Brigitte Wagner vorbei und 2005 aus den bereits geschilderten Umständen. Im April 2006 startete sie aber bereits wieder bei der Europameisterschaft in Moskau und kämpfte sich dort in der Gewichtsklasse bis 51 kg KG mit Siegen über Natalja Smirnowa aus Russland, Marta Podedworna aus Polen und Maria de Mar Segrano Barcelo aus Spanien bis in das Finale vor, in dem sie allerdings der Französin Vanessa Boubryemm unterlag. Sie wurde damit Vize-Europameisterin 2006. Bei der Weltmeisterschaft 2006 trainierte sie in die Gewichtsklasse bis 48 kg KG ab. In ihrem ersten Kampf gelang ihr dort ein sensationeller Sieg über die amtierende Europameisterin Lilija Kaskarakowa aus Russland, in ihrem nächsten Kampf unterlag sie allerdings gegen Marina Markewitsch aus Belarus, womit sie ausschied und nur den 13. Platz belegte.
Im Jahre 2007 belegte Alexandra Engelhardt sowohl bei der Europameisterschaft in Sofia, als auch bei der Weltmeisterschaft in Baku in der Gewichtsklasse bis 51 kg KG den fünften Platz, wobei sie in den Kämpfen um die Bronzemedaillen gegen Emese Barka aus Ungarn und gegen Anne Cathrine Deluntsche jeweils knapp nach Punkten unterlag. 2008 entschloss sie sich, in die Gewichtsklasse bis 48 kg KG abzutrainieren, weil in der Gewichtsklasse bis 51 kg KG ihre alte Rivalin, die frühere Weltmeisterin Brigitte Wagner, ihren Startplatz behauptete. Bei der Europameisterschaft in Tampere zeigte sich jedoch, dass das starke Abtrainieren nicht ohne Substanzverlust geschehen kann. Alexandra Engelhardt verlor in Tampere gegen Burcu Kebic aus der Türkei und landete auf dem 15. Platz. Bei den Qualifikations-Turnieren in Edmonton und Haparanda für die Olympischen Spiele in Peking belegte sie jeweils den dritten Platz. Diese Plätze reichten aber nicht aus, um sich einen der 20 Startplätze zu sichern. Sie profitierte aber von einer kurzfristigen Entscheidung des Ringer-Weltverbandes, die ihr einen Quotenplatz zugestand. In Peking verlor sie aber schon in ihrem ersten Kampf gegen Tatjana Bakatjuk aus Kasachstan und erreichte den 14. Platz.
Nach einem elften Platz bei der Europameisterschaft 2009 in Vilnius, wo sie gegen Francine De Paola aus Italien verlor, siegte sie bei der Weltmeisterschaft dieses Jahres in Herning/Dänemark über Kyle Bremner aus Australien und Kim Hyung-joo aus Südkorea, verlor aber gegen Sofia Mattsson aus Schweden und Hong Di aus der Volksrepublik China und kam damit auf den siebten Platz. 2010 gewann Alexandra Engelhardt dann bei der Europameisterschaft in Baku nach einer Niederlage gegen Sofia Mattsson mit Siegen über Hafize Sahin aus der Türkei und Natalja Budu aus Moldawien wieder eine Bronzemedaille. Bei der Weltmeisterschaft dieses Jahres konnte sie verletzungsbedingt nicht an den Start gehen.
Bei den Europameisterschaften 2011 in Dortmund siegte sie über Melek Atakol aus der Türkei, erlitt aber in ihrem nächsten Kampf gegen Estera Dobre aus Rumänien eine schwere Schulterverletzung und verlor diesen Kampf deswegen nach Punkten. Da Estera Dobre das Finale erreichte, hätte Alexandra Engelhardt in der Trostrunde weiterkämpfen können, ihre Verletzung ließ aber einen Kampf gegen Karlaina Tjapko aus Lettland nicht zu. Sie schied dadurch aus und kam auf den siebten Platz. Nach der Ausheilung dieser Verletzung gewann sie bei den Europameisterschaften 2012 Bronze. Bei den Olympischen Spielen in London schied sie im Achtelfinale nach einer Niederlage gegen Mayelis Caripá aus Venezuela aus.

## Internationale Erfolge
| Jahr | Platz | Wettbewerb                                | Gewichtsklasse | Ergebnis |
| ---- | ----- | ----------------------------------------- | -------------- | --- |
| 2001 | 5.    | EM in Budapest                            | bis 50 kg KG   | nach einem Sieg über Liliana Schterewa, Bulgarien, und einer Niederlage gegen Sofia Poumpouridou, Griechenland                                                                             |
| 2001 | 6.    | Austrian-Lady-Open in Götzis              | bis 50 kg KG   | Siegerin: Ida Hellström, Schweden, vor Olga Orlowska, Tschechien |
| 2001 | 7.    | Junioren-WM (Juniors) in Martigny/Schweiz | bis 50 kg KG   | nach Niederlagen gegen Iwona Matkowska, Polen, und Ngangbam Devi, Indien, und einem Sieg über Sebiha, Türkei                                                                               |
| 2002 | 3.    | Großer Preis von Deutschland in Dormagen  | bis 51 kg KG   | hinter Jessica Bechtel und Brigitte Wagner, beide Deutschland |
| 2003 | 2.    | Klippan-Lady-Open                         | bis 51 kg KG   | hinter Chiharu Ichō, Japan, vor Nicole Hauptmann, Deutschland |
| 2003 | 3.    | EM in Riga                                | bis 51 kg KG   | nach Siegen über Innessa Rebar, Ukraine, und Victoria Buccheri, Italien, einer Niederlage gegen Natalja Karamtschakowa, Russland, und einem Sieg über Anne Catherine Deluntsch, Frankreich |
| 2003 | 3.    | Großer Preis von Deutschland in Dormagen  | bis 51 kg KG   | hinter Teresa Piotrowska, Polen, und Brigitte Wagner |
| 2003 | 2.    | Austrian-Lady-Open in Götzis              | bis 51 kg KG   | hinter Gudrun Annette Høie, Norwegen, vor Teresa Piotrowska |
| 2003 | 10.   | WM in New York                            | bis 51 kg KG   | nach einem Sieg über Emese Szabó, Ungarn, und einer Niederlage gegen Chiharu Icho |
| 2003 | 7.    | Welt-Cup in Tokio                         | bis 51 kg KG   | Siegerin: Lindsay Belisle, Kanada, vor Jennifer Wong, USA |
| 2004 | 3.    | Intern. Turnier in Athen                  | bis 51 kg KG   | hinter Sylwia Bilewska, Polen, und Ninako Hattori, Japan |
| 2004 | 2.    | Austrian-Lady-Open in Götzis              | bis 51 kg KG   | hinter Valentina Minguzzi, Italien, vor Malgorzata Bucka, Polen |
| 2006 | 5.    | Klippan-Lady-Open                         | bis 51 kg KG   | Siegerin: Jennifer Wong vor Vanessa Boubryemm, Frankreich |
| 2006 | 2.    | EM in Moskau                              | bis 51 kg KG   | nach Siegen über Natalja Smirnowa, Russland, Marta Podedworna, Polen, und Maria de Mar Serrano Barcelo, Spanien, und Niederlage gegen Vanessa Boubryemm                                    |
| 2006 | 9.    | Großer Preis von Deutschland in Dormagen  | bis 51 kg KG   | Siegerin: Vanessa Boubryemm vor Brigitte Wagner |
| 2006 | 6.    | Golden-Grand-Prix in Baku                 | bis 51 kg KG   | Siegerin: Juliette Willocq, Frankreich, vor Kai Yuri, Volksrepublik China |
| 2006 | 13.   | WM in Guangzhou                           | bis 48 kg KG   | nach einem Sieg über Lilija Kaskarakowa, Russland, und einer Niederlage gegen Marina Markewitsch, Belarus                                                                                  |
| 2007 | 5.    | Welt-Cup in Krasnojarsk                   | bis 51 kg KG   | hinter Patricia Miranda, USA, Samira Rachmanowa, Russland, Ninako Hattori und Li Xaomei, China                                                                                             |
| 2007 | 5.    | EM in Sofia                               | bis 51 kg KG   | nach einem Sieg über Alena Iwanowa, Belarus, und Niederlagen gegen Samira Rachmanowa und Emese Barka, Ungarn                                                                               |
| 2007 | 5.    | Großer Preis von Deutschland in Dormagen  | bis 51 kg KG   | hinter Lin Jie, China, Brigitte Wagner, Hong Di, China, und Carol Huynh, Kanada |
| 2007 | 5.    | WM in Baku                                | bis 51 kg KG   | nach Siegen über Dschamsrangiin Njamchischig, Mongolei u. Oleksandra Kohut, Ukraine, und Niederlagen gegen Ren Xuechen, China, und Anne Catherina Deluntsch                                |
| 2008 | 1.    | Dave-Schultz-Memorial in Colorado Springs | bis 51 kg KG   | vor Erica Torres und Audrey Pacey, beide USA |
| 2008 | 3.    | Klippan-Lady-Open                         | bis 48 kg KG   | hinter Sofia Mattsson, Schweden, und Sara Fulp-Allen, USA |
| 2008 | 15.   | EM in Tampere                             | bis 48 kg KG   | nach einer Niederlage gegen Burcu Kebis, Türkei |
| 2008 | 2.    | Austrian-Lady-Open in Götzis              | bis 48 kg KG   | hinter Anna Lukasiak, Polen, vor Julietta Klifod Okot, Bulgarien, und Iwona Matkowska |
| 2008 | 3.    | Olympia-Qualifik.-Turnier in Edmonton     | bis 48 kg KG   | hinter Elsa Tasetdinowa, Russland, und Kim Hyung-joo, Südkorea |
| 2008 | 3.    | Olympia-Qualifik.-Turnier in Haparanda    | bis 48 kg KG   | hinter Tatjana Bakatjuk, Ukraine, und Estera Dobre, Rumänien |
| 2008 | 14.   | OS in Peking                              | bis 48 kg KG   | nach einer Niederlage gegen Tatjana Bakatjuk |
| 2009 | 5.    | Dave-Schultz-Memorial in Colorado Springs | bis 51 kg KG   | hinter Patricia Miranda, Jessica MacDonald, Kanada, Helen Maroulis und Katherine Fulp-Allen, beide USA                                                                                     |
| 2009 | 11.   | EM in Vilnius                             | bis 51 kg KG   | nach einer Niederlage gegen Francine De Paola, Italien |
| 2009 | 1.    | Intern. Turnier in Pitești                | bis 51 kg KG   | nach Siegen über Mihaele Munteanu, Rumänien, Natalia Budu, Moldawien, und Cristina Croitoru, Rumänien                                                                                      |
| 2009 | 7.    | WM in Herning/Dänemark                    | bis 51 kg KG   | nach Siegen über Kyle Bremner, Australien, und Kim Hyung-joo und Niederlagen gegen Sofia Mattsson und Hong Di                                                                              |
| 2010 | 2.    | Dave-Schultz-Memorial in Colorado Springs | bis 51 kg KG   | hinter Li Hui, China, vor Jessica MacDonald |
| 2010 | 3.    | EM in Baku                                | bis 51 kg KG   | nach einer Niederlage gegen Sofia Mattsson und Siegen über Hafize Sahin, Türkei, und Natalia Budu                                                                                          |
| 2011 | 3.    | Dave-Schultz-Memorial in Colorado Springs | bis 51 kg KG   | hinter Jessica MacDonald und Whitney Conder, USA |
| 2011 | 7.    | EM in Dortmund                            | bis 51 kg KG   | nach einem Sieg über Melek Atakol, Türkei, und einer Niederlage gegen Estera Dobre, Rumänien, sowie einer kampflosen Niederlage gegen Karolina Tjapko, Lettland                            |
| 2011 | 9.    | WM in Istanbul                            | bis 51 kg      | nach einem Sieg über Luisa Valverdes Melendres, Ecuador, und Niederlagen gegen Dawaasüchiin Otgontsetseg, Mongolei, und Patimat Bagomedowa, Aserbaidschan                                  |
| 2011 | 2.    | FILA-Test-Turnier in London               | bis 48 kg      | hinter Maria Stadnik, Aserbaidschan, vor Sun Yanan, China, Jessica Blaszka, Niederlande, und Tatjana Samkowa, Russland                                                                     |
| 2012 | 3.    | EM in Belgrad                             | bis 51 kg KG   | nach einer Niederlage gegen Oleksandra Kohut, Ukraine, und Siegen über Jessica Blaszka, Niederlande, und Patimat Bagomedowa, Aserbaidschan                                                 |
| 2012 | 2.    | Olympia-Qualif.-Turnier in Sofia          | bis 48 kg      | hinter Iwona Matkowska, Polen, vor Nadeschda Fedorowa, Russland, und Liliana Costa Dos Santos, Portugal                                                                                    |
| 2012 | 5.    | Großer Preis von Spanien in Madrid        | bis 51 kg      | Siegerin: Jekaterina Krasnowa, Russland vor Roksana Zasina, Polen |
| 2012 | 11.   | OS in London                              | bis 48 kg      | nach einer Niederlage gegen Mayelids Caripa Castillo, Venezuela |
| 2014 | 2.    | Militär-WM in Fort Dix                    | bis 55 kg      | hinter Katarzyna Krawczyk, Polen, vor Nadine Tokar, Schweiz, und Luo Yingzi, China |

## Deutsche Meisterschaften
| Jahr | Platz | Gewichtsklasse | Ergebnis                                                                               |
| ---- | ----- | -------------- | -------------------------------------------------------------------------------------- |
| 2000 | 3.    | bis 46 kg KG   | hinter Sarah Ehinger, KG Baienfurt und Karina Maasch, ASV Plauen                       |
| 2001 | 1.    | bis 50 kg KG   | vor Diana La Greca, AC Ückerath und Katja Werner, RC Chemnitz                          |
| 2002 | 2.    | bis 51 kg KG   | hinter Jessica Bechtel, KSG Ludwigshafen, vor Nicole Hauptmann, RSC Chemie Böhlen      |
| 2003 | 2.    | bis 51 kg KG   | hinter Brigitte Wagner, SV Siegfried Hallbergmoos, vor Anne-Kathrin Rietschel, ASV Hof |
| 2004 | 2.    | bis 51 kg KG   | hinter Brigitte Wagner, vor Nadine Krauß, ASV Plauen                                   |
| 2006 | 2.    | bis 51 kg KG   | hinter Brigitte Wagner, vor Jennifer Brück, AC Köln-Mülheim                            |
| 2007 | 1.    | bis 51 kg KG   | vor Hanna Schuster, TSV Burgebrach und Jennifer Brück                                  |
| 2008 | 1.    | bis 51 kg KG   | vor Hanna Schuster und Wicky Weichert, 1. Luckenwalder SC                              |
| 2009 | 1.    | bis 51 kg KG   | vor Nadine van Berkum, RV Stommelen und Ramona Hagn, TV Miesbach                       |
| 2010 | 1.    | bis 51 kg KG   | vor Eileen Friedrich, RSV Frankfurt (Oder) und Nadine van Berkum                       |
| 2011 | 1.    | bis 51 kg KG   | vor Katrin Henke, SAV Torgelow und Laura Mertens, AC Ückerath                          |

Erläuterungen
- alle Wettkämpfe im freien Stil
- OS = Olympische Spiele, WM = Weltmeisterschaft, EM = Europameisterschaft
- KG = Körpergewicht